# رابین راناک
رابین راناک (متولد ۲۹ ژانویه ۲۰۰۰) بازیکن فوتبال اهل جمهوری چک است که به عنوان مدافع برای ویکتوریا پلزن و تیم ملی جمهوری چک بازی می کند.